# Les Billettes

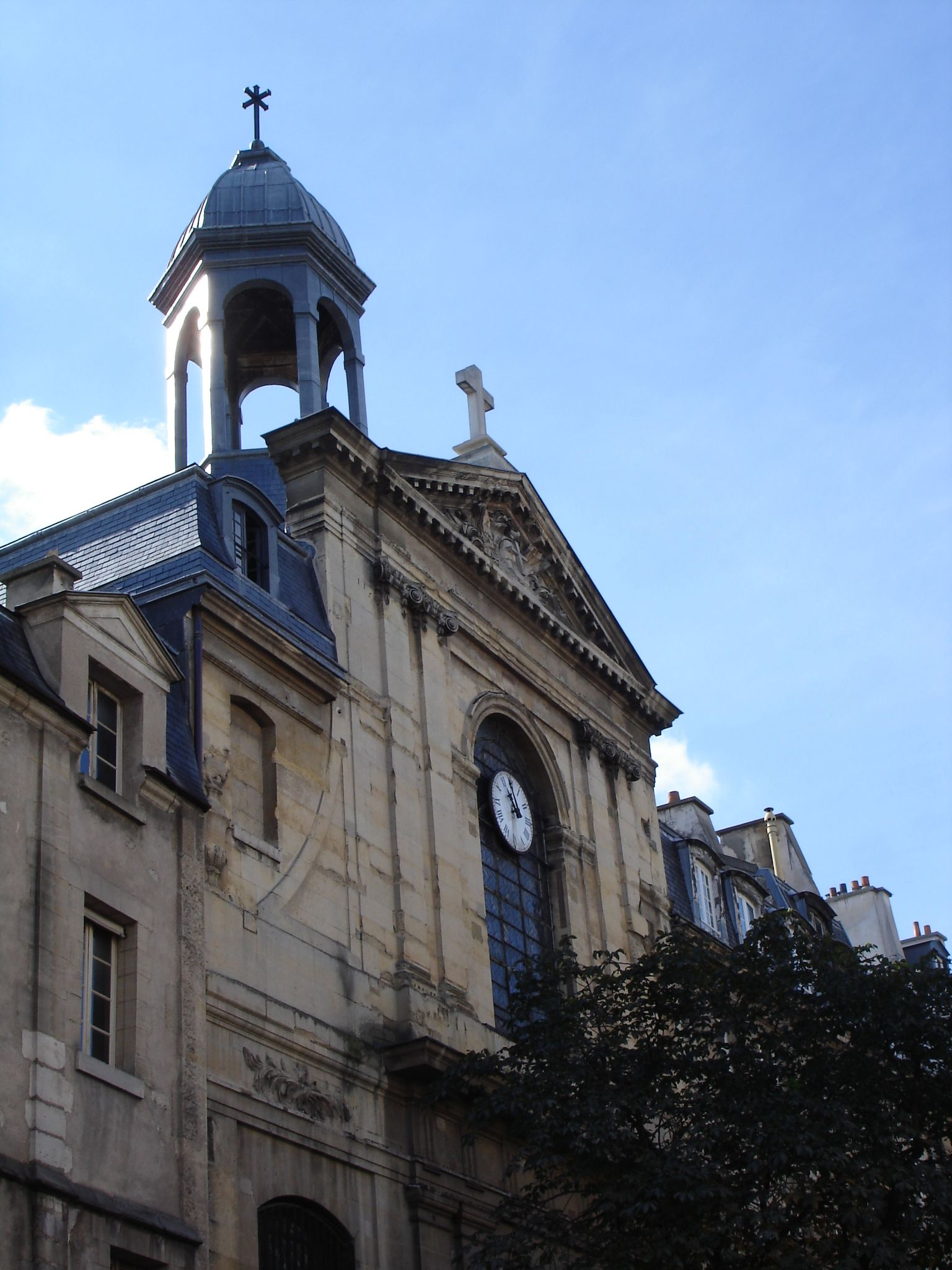
Les Billettes, Portalgiebel

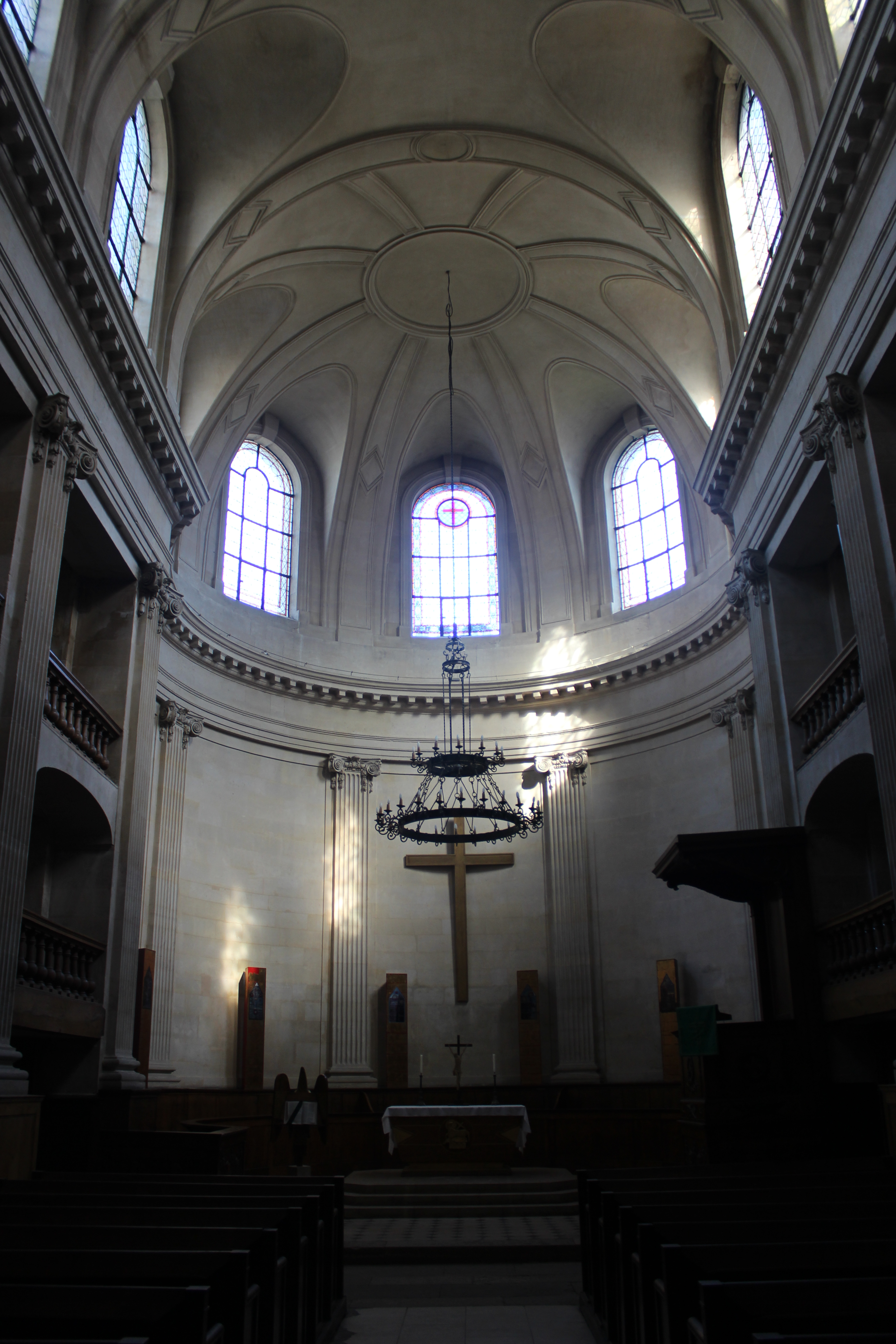
Innenraum

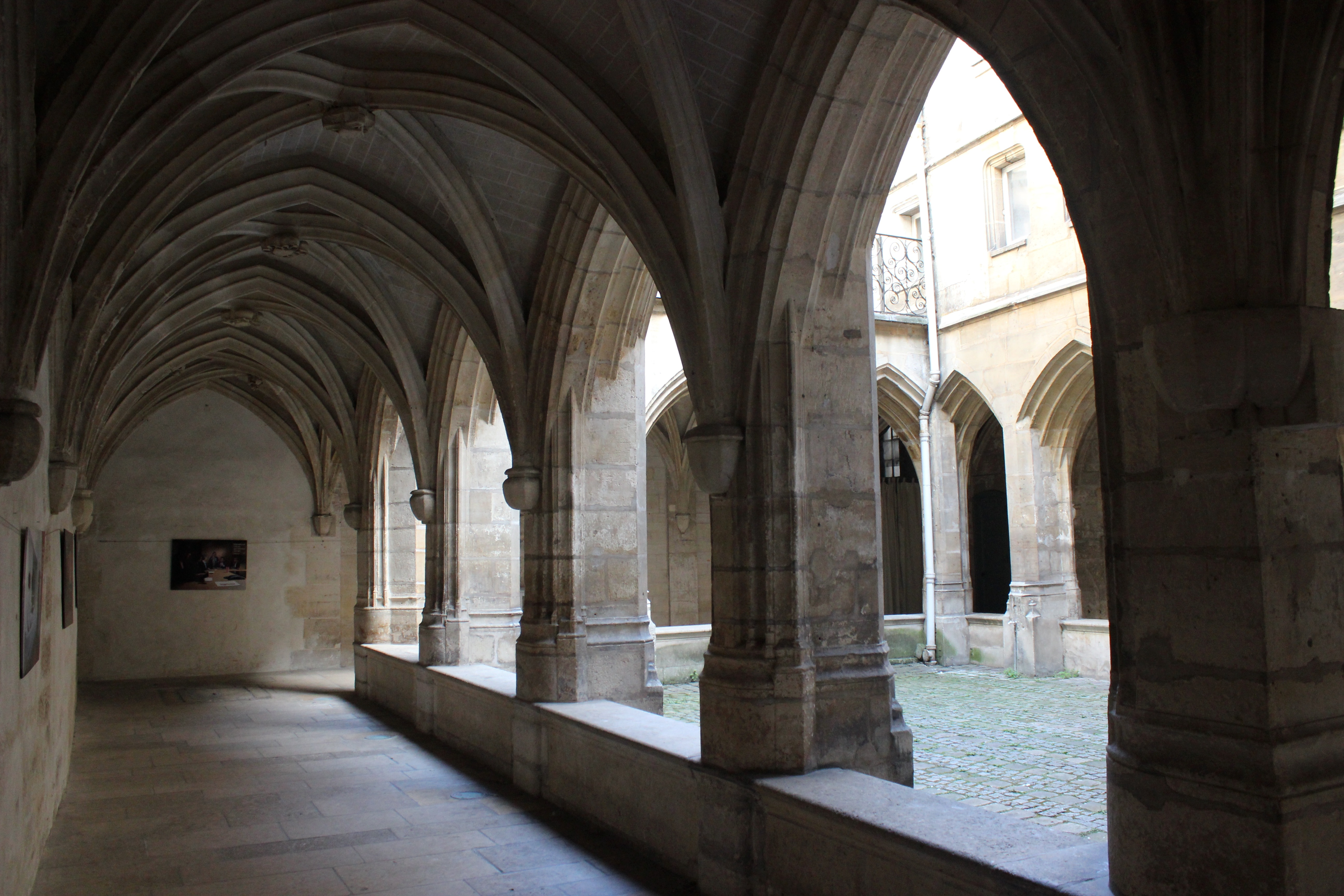
Kreuzgang

Les Billettes, Église des Billettes, Temple des Billettes, ist eine Kirche im 4. Arrondissement (Marais) von Paris. Sie ist Teil einer Klosteranlage, die auf das 13. Jahrhundert zurückgeht, und seit 1810 lutherische Gemeindekirche. Die heutige evangelisch-lutherische Gemeinde ist Teil der Vereinigten Protestantischen Kirche Frankreichs.

## Geschichte

### Das Hostienwunder
Ursprungslegende des Klosters ist das Miracle des Billettes, die Erzählung vom Hostienfrevel eines Juden und dessen Vereitelung durch eine Kette von Wundern. Der historische Kern der Geschichte ist nicht verifizierbar. Sie ist Ausdruck des judenfeindlichen und wundergläubigen Zeitgeists. Die Legende war im Spätmittelalter europaweit bekannt, wurde vielfach ausgeschmückt und bildlich dargestellt.
Die älteste schriftliche Fassung der Geschichte stammt aus dem Jahr 1322: Zum Osterfest 1290 möchte eine verarmte Pariserin ihr Festkleid bei einem jüdischen Pfandleiher auslösen. Da sie nicht bezahlen kann, verlangt der Jude als Preis eine geweihte Hostie, die die Frau auch wirklich nach der Kommunion auf der Zunge aus der Kirche und zu ihm bringen kann. Sie erhält ihr Kleid und geht. Der Jude beginnt nun, die Hostie zu martern. Er durchbohrt sie mit einem Messer – da fließt Blut aus ihr. Er ruft seine Frau und seine beiden Kinder herbei, die ihn entsetzt anflehen, den Frevel zu beenden. Er aber, immer mehr in Wut geratend, schlägt einen Nagel in die blutende Hostie und geißelt sie, aber sie bleibt ganz. Er wirft sie ins Feuer, aber sie schwebt unversehrt daraus empor. Er versucht sie zu zerschneiden, er nagelt sie an die Wand. Schließlich wirft er sie in einen Kessel mit kochendem Wasser. Das Wasser färbt sich blutrot, die Hostie aber schwebt erneut empor – und nimmt vor seinen Augen die Gestalt des gekreuzigten Christus an. Jetzt flieht der Jude und versteckt sich in einem Winkel seines Hauses. Da erklingen die Glocken des benachbarten Stifts Sainte Croix de la Bretonnerie zum Osterhochamt und viele Menschen drängen dorthin. Der Sohn des Juden fragt die Vorübereilenden, wohin sie gehen, und sie antworten, sie wollten Gott anbeten. Der Junge entgegnet, Gott sei unter den Schlägen seines Vaters gestorben. Das hört eine Nachbarin, und unter dem Vorwand, Feuer zu holen, betritt sie mit einem Gefäß das Haus des Juden. Beim Anblick der dort herrschenden Verwüstung bekreuzigt sie sich – und die Hostie, die noch über dem Kessel schwebt, senkt sich in ihr Gefäß. Sie bringt sie zur nächstgelegenen Kirche, der Pfarrer informiert den Bischof und dieser lässt den Juden und seine Familie verhaften und verhören. Während seine Frau und die Kinder sich zum Christentum bekehren, bleibt er selbst hartnäckig, erzählt seine Tat detailliert und wird nach langer Vernehmung auf dem Scheiterhaufen verbrannt. Seine Familie lässt sich anschließend taufen, ebenso eine große Zahl durch dieses Geschehen bekehrter Juden.

### Frères hospitaliers
Das jüdische Haus, in dem der Hostienfrevel und das Wunder geschehen sein sollten, wurde enteignet. Ein wohlhabender Pariser Bürger ließ es 1294 zu einer Sühnekapelle umbauen. 1299 siedelte König Philipp IV. bei der Kapelle den Krankenpflegeorden Frères hospitaliers de la Charité de Notre-Dame an, der, wohl wegen der Form seines Skapuliers, les Billettes („die Plättchen“) genannt wurde.
Rasch setzte ein Pilgerstrom ein, der Geld und Stiftungen einbrachte. 1405 wurde eine repräsentative Kirche, 1427 der noch heute vorhandene Kreuzgang gebaut. Im 16. Jahrhundert erlebte der Konvent den Niedergang.

### Karmeliten
1631 wurden die Klostergebäude den Karmeliten der Observanz von Rennes übergeben, die sich seitdem Karmeliten von Billettes nannten. Diese ersetzten 1756–1758 die alte Klosterkirche durch einen Neubau im Stil des französischen klassizistischen Spätbarock.
Im Zuge der Revolution wurde das Kloster aufgehoben. Die Gebäude gingen 1800 in städtisches Eigentum über.

### Lutherische Gemeinde
Die napoleonische Gesetzgebung gewährte den nichtkatholischen Religionsgemeinschaften Gleichberechtigung und staatliche Förderung. 1810 wurde die Kirche Les Billettes der durch Zuwanderer aus lutherischen Territorien gewachsenen lutherischen Gemeinde von Paris übergeben und restauriert. In den Konventsgebäuden wurde eine Schule eingerichtet. Auch der Kreuzgang blieb erhalten und ist heute der letzte der einst zahlreichen Klosterkreuzgänge von Paris.

## Architektur

### Kirche
Die Kirche ist eine Emporenbasilika mit doppelten Emporen in klaren klassizistischen Formen. Die Ordnung der Säulen und Pilaster ist ionisch. Die Rundbogenfenster des Obergadens setzen sich in den fünf Fenstern der Rundapsis fort. Der Schaugiebel mit dem Portal weist zur Rue des Archives. Darüber steht ein laternenförmiger Dachreiter.

### Kreuzgang
Das Rechteck des gotischen Kreuzgangs ist nicht groß, aber durch seine Geschlossenheit eindrucksvoll. Die Anlage wurde 1968 originalgetreu restauriert. Die Spitzbögen sind zum Innenhof mit vierstufigen Gewänden ausgestaltet. Den Gang überspannen Kreuzrippengewölbe. Die Hausüberbauung stammt aus dem 17. und 19. Jahrhundert.

## Ausstattung
Von der vorrevolutionären Ausstattung ist nichts erhalten. Im 19. Jahrhundert wurden der Kirche einige biblische Gemälde des 17. Jahrhunderts gestiftet, die sich heute in der Sakristei befinden.

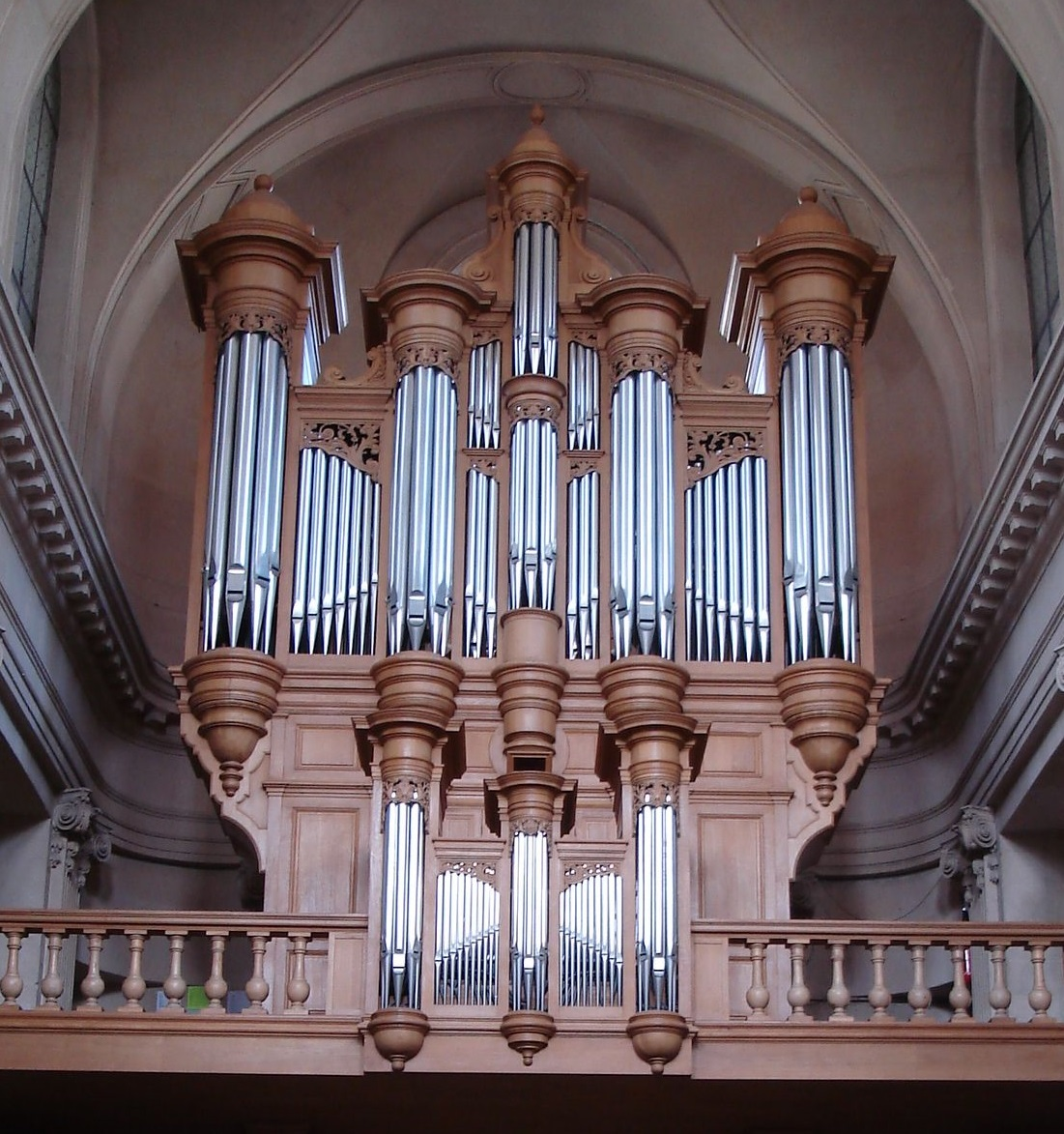
Orgel

1842 erhielt die Kirche eine Cavaillé-Coll-Orgel. Sie befindet sich heute in der Chapelle de Jésus-Enfant. 1983 baute die Firma Muhleisen eine neue Orgel. Das Instrument hat 29 Register auf drei Manualen und Pedal. Die Spiel- und Registertrakturen sind mechanisch.
| I Positif C–a3     |        |
| Bourdon            | 8'     |
| Prestant           | 4'     |
| Flûte à cheminée 0 | 4'     |
| Nasard             | 2 ⁄3'  |
| Quarte             | 2'     |
| Tierce             | 1 3⁄5' |
| Larigot            | 1 ⁄3'  |
| Cymbale III-IV     |        |
| Cromorne           | 8'     |
| Tremblant          |        |

| II Grand Orgue C–a3 |     |
| Bourdon             | 16' |
| Montre              | 08' |
| Flûte à fuseau      | 08' |
| Prestant            | 04' |
| Flûte               | 04' |
| Doublette           | 02' |
| Cornet V            |     |
| Mixture IV-V        |     |
| Trompette           | 08' |

| III Récit expressif C–a3 |       |
| Flûte conique            | 8'    |
| Viole                    | 8'    |
| Flûte à fuseau           | 4'    |
| Doublette                | 2'    |
| Quinte                   | 1 ⁄3' |
| Sifflet                  | 1'    |
| Hautbois                 | 8'    |

| Pédale C–g1 |     |
| Soubasse 0  | 16' |
| Octave      | 08' |
| Posaune     | 16' |
| Clairon     | 04' |

- Koppeln: I/II, III/II, I/P, II/P, II/P